# Pays-de-Clerval
Pays-de-Clerval ist eine französische Gemeinde mit 1.161 Einwohnern (Stand 1. Januar 2022) im Département Doubs in der Region Bourgogne-Franche-Comté. Sie gehört zum Kanton Bavans im Arrondissement Montbéliard. Ferner ist die Gemeinde Hauptort (Chef-lieu) des zum 1. Januar 2017 neu gebildeten Gemeindeverbands Communauté de communes des Deux Vallées Vertes.
Die Gemeinde entstand als Commune nouvelle mit Wirkung vom 1. Januar 2019, indem die frühere Commune nouvelle Pays de Clerval mit der bisherigen Gemeinde Chaux-lès-Clerval zur fast namensgleichen Commune nouvelle Pays-de-Clerval (Schreibweise mit Bindestrichen) zusammengelegt wurden. Chaux-lès-Clerval hat in der neuen Gemeinde den Status einer Commune déléguée. Die Gemeindeverwaltung befindet sich im Ort Clerval.

## Gliederung
| Ortsteil                    | ehemaliger INSEE-Code | Fläche (km²) | Einwohnerzahlen zum 1. Januar 2015 |
| --------------------------- | --------------------- | ------------ | ---------------------------------- |
| Chaux-lès-Clerval           | 25140                 | 08,57        | 0156                               |
| Clerval (Verwaltungssitz)00 | 25156                 | 11,83        | 1083                               |
| Santoche                    | 25531                 | 02,15        | 1083                               |

## Geographie

### Lage
Pays-de-Clerval liegt an einer Flussbiegung des Doubs, etwa 35 Kilometer südwestlich der Unterpräfektur Montbéliard und gut 50 Kilometer nordöstlich von Besançon, dem Sitz der Präfektur des Départements Doubs. Der alte Ortskern liegt am linken Ufer, neuere Baugebiete und der Ortsteil Santoche am rechten Ufer.

### Nachbargemeinden
Pays-de-Clerval grenzt im Nordwesten an Fontaine-lès-Clerval, im Nordosten an Pompierre-sur-Doubs, im Osten an Saint-Georges-Armont, im Südosten an Anteuil, im Süden an Chaux-lès-Clerval und Branne, im Südwesten an Hyèvre-Paroisse und im Westen an L’Hôpital-Saint-Lieffroy.

## Sehenswürdigkeiten
Die Dolmen von Santoche sind etwa 5000 Jahre alte Megalithe im Ortsteil Santoche. Sie sind als historisches Denkmal (Monument historique) klassifiziert.

## Verkehr
Pays-de-Clerval hat einen Bahnhof an der Bahnstrecke Dole–Belfort. Er wird mehrmals täglich von Zügen der Nahverkehrsgesellschaft TER Bourgogne Franche-Comté in Richtung Belfort oder Besançon angefahren. Durch das nördliche Gemeindegebiet verläuft die Autobahn A 36 (La Comtoise) von Beaune nach Mulhouse.

## Nachweise
1. ↑  Erlass der Präfektur No. 25-2018-12-17-002 über die Bildung der Commune nouvelle Pays-de-Clerval vom 17. Dezember 2018.
2. ↑   Einwohnerzahlen gemäß INSEE
3. ↑  Monuments historiques – Dolmen de Santoche, abgerufen am 19. Dezember 2017